# Thomas Bouch
Thomas Bouch (25 februari 1822 – 30 oktober 1880) was een Brits spoorwegingenieur en ontwerper van vele bruggen, waaronder de Tay Rail Bridge, en ontwikkelaar van het roll-on-roll-offschip.

## Levensloop
Bouch werd geboren in het plaatsje Thursby in het in Noordwest-Engeland gelegen graafschap Cumbria. Hij volgde de dorpsschool en zat een paar jaar op de kostschool in het nabijgelegen Carlisle. Na het overlijden van zijn vader in 1838 werd hij leerling bij een ingenieursbureau in Liverpool. Toen hij daar zijn draai niet kon vinden, keerde hij terug naar Thursby en werd assistent van George Larmer, een landmeter voor de spoorwegen.
Gedurende de jaren 1840, de tijd van de grote expansie van de Britse spoorwegen, werkte Bouch in verschillende functies voor meerdere spoorwegmaatschappijen. In 1849 kreeg hij een aanstelling als ingenieur en manager bij de Schotse Edinburgh and Northern Railway. Daar ontwikkelde hij de treinveerboot tussen Granton en Burntisland in Zuidwest-Schotland, waar hij 's werelds eerste roll-on-roll-offschip introduceerde. Hiermee vestigde Bouch zijn reputatie als spoorwegingenieur. In 1850 werd hij toegelaten als Associate Member van de Institute of Civil Engineers (ICE) in Londen en een jaar later vestigde hij zich als raadgevend ingenieur. In 1853 trouwde hij de tien jaar jongere Margaret Nelson, en ze kregen later drie kinderen.

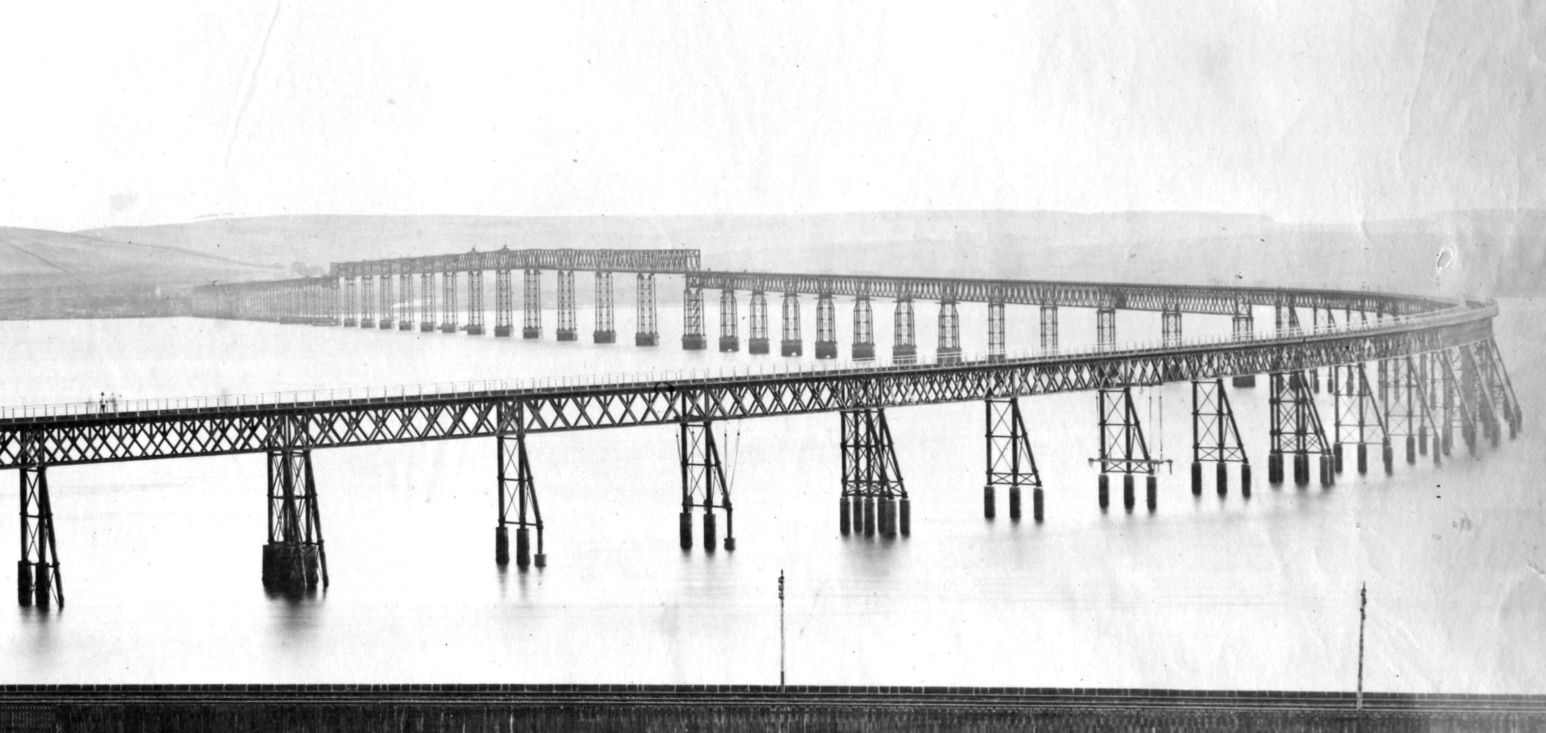
Tay Bridge voor de instorting bij de ramp met de Tay Bridge van 1879.

In de daaropvolgende jaren werkte Bouch voor een reeks spoorwegmaatschappijen en andere bedrijven, voornamelijk in Schotland en Noord-Engeland. Hierbij ontwierp hij een serie opmerkelijke bruggen in deze regio.
Begin jaren 1870 maakte Bough een ontwerp voor de Tay Rail Bridge, over de rivier de Firth of Tay. Deze brug was in die tijd de langste ter wereld en verkortte de reistijd tussen Edinburgh en Dundee met een uur. De brug werd in 1878 door koningin Victoria geopend, waarna Bouch werd geridderd. Een jaar later, op 28 december 1879, stortte de brug bij de ramp met de Tay Bridge in door de sterke wind en een passerende trein, waarbij 75 inzittenden van de trein het leven verloren. Nader onderzoek bracht aan het licht dat er ernstige constructiefouten waren gemaakt, waarna Bouch's reputatie aan het eind van zijn leven was verwoest. De oorspronkelijke brug werd geheel gesloopt, en er werd een nieuwe Tay Rail Bridge ontworpen door de Schotse civiel ingenieur William Henry Barlow, zoon van Peter Barlow.